# Hypexilis pallida
Hypexilis pallida är en skalbaggsart som beskrevs av Horn 1885. Hypexilis pallida ingår i släktet Hypexilis och familjen långhorningar. Inga underarter finns listade i Catalogue of Life.